# Oleśnica (Powiat Staszowski)
Oleśnica ist eine Stadt im Powiat Staszowski der Woiwodschaft Heiligkreuz in Polen. Die Stadt mit rund 1850 Einwohnern ist Sitz der gleichnamigen Stadt-und-Land-Gemeinde mit etwa 3900 Einwohnern.
Die Stadt gliedert sich in die Ortsteile Budy, Wrzos, Zarzecze und Zwierzyniec.

## Geschichte
Oleśnica erhielt im Jahr 1470 die Stadtrechte, diese wurden unter russischer Herrschaft 1869 aberkannt. Zum 1. Januar 2019 wurde Oleśnica wieder zur Stadt erhoben und die Gemeinde bekam ihren heutigen Status.

## Gemeinde
Zur Stadt-und-Land-Gemeinde Oleśnica gehören neben der Stadt selbst zehn Dörfer mit einem Schulzenamt (sołectwo).